# شاليني باندي
شاليني باندي (من مواليد 23 سبتمبر 1994) هي ممثلة هندية ظهرت بشكل أساسي في أفلام التاميل والتيلجو و الأفلام الهندية. كان أول ظهور لها في فيلم أرجون ريدي.

## الحياة المهنية
بدأت حياتها المهنية في المسرح في مدينة جبلبور. و كان أول ظهور لها في توليوود في الفيلم الناجح أرجون ريدي.قامت بالأداء الصوتي الخاص بها برغم أنها لا تتحدث اللغة التيلوغوية بطلاقة. و لعبت دوراً في فيلم 100٪ كادل  و كذلك في الفيلم الكلاسيكي المهانتي 

## فيلموغرافيا
| عام  | فيلم              | الدور        | لغة                         | ملاحظات              |
| ---- | ----------------- | ------------ | --------------------------- | -------------------- |
| 2017 | أرجون ريدي        | بريتي شيتي   | التيلجو                     |                      |
| 2018 | ميري نيمو         | نيمو صديق    | الهندية                     |                      |
| 2018 | Mahanati          | Susheela     | التيلجو                     |                      |
| 2018 | ناديجايار ثيلاجام | Susheela     | التاميل                     |                      |
| 2018 | مروحية ايلا       | Deepthi      | الهندية                     |                      |
| 2019 | NTR Kathanayakudu | سوكار جاناكي | التيلجو                     | ظهور خاص             |
| 2019 | '118'             | ميغا         | التيلجو                     |                      |
| 2019 | 100٪ كادهال       | Mahalakshmi  | التاميل                     | مرحلة ما بعد الإنتاج |
| 2019 | غوريلا            | سيُعلن لاحقاً  | التاميل                     | مرحلة ما بعد الإنتاج |
| 2019 | اجني سراجوجال     | سيُعلن لاحقاً  | التاميل                     | Filming-             |
| 2019 | الصمت             | سيُعلن لاحقاً  | التاميل / التيلجو / الهندية | قبل الإنتاج          |

### في التلفزيون
- مان مين هاي فيشواس (تلفزيون سوني)
- دورية الجريمة (تلفزيون سوني)

## روابط خارجية
- شاليني باندي على موقع IMDb (الإنجليزية)
- شاليني باندي على موقع IMDb (الإنجليزية)
- شاليني باندي على موقع قاعدة بيانات الفيلم (الإنجليزية)